# 小笠原長雄
小笠原 長雄（おがさわら ながかつ）は、戦国時代の武将。石見国邑智郡河本郷の温湯城を本拠地とする国人・石見小笠原氏の第14代当主。はじめは大内義隆に従属し、後に尼子晴久、毛利元就に属する。

## 生涯
永正17年（1520年）、石見小笠原氏第13代当主・小笠原長徳の嫡男として生まれる。
天文8年（1539年）9月13日、毛利元就の軍が安芸国山県郡に出陣し勝利を収めたことは小笠原氏としても本望であると、義兄である吉川興経の戦功を讃えた。
天文13年（1544年）6月12日、父の長徳や一族の二位太郎丸と共に、石見小笠原氏の氏神である三原郷八幡宮（後の武明八幡宮）に石見国邑智郡久永庄の内の井原村扇田の銭1貫文を寄進し、武運長久、所願成就、如意満足を祈願する。同年12月13日、父・長徳や生まれたばかりの嫡男・千代童丸（後の小笠原長旌）と共に三原郷八幡宮（後の武明八幡宮）に合計2貫文の地を寄進し、武運長久と如意満足を祈願する。
天文16年（1547年）に父・長徳が死去したことで家督を継ぎ、石見小笠原氏の当主となる。
天文17年（1548年）に石見銀山を占領し、天文20年（1551年）の大寧寺の変で大内義隆が死去すると尼子晴久に属した。
永禄元年（1558年）、降露坂の戦いで毛利元就の攻撃を受けて温湯城を攻められる。この時、尼子晴久の援軍を受けたが毛利氏の攻撃はなおも続き、遂に永禄2年（1559年）8月、小早川隆景の仲介を受けて毛利元就に降伏した。その際に元就は小笠原氏の所領を江の川の北側へ移し、温湯城のある川本をはじめとした小笠原氏の本領の半分は吉川氏に与えられた。永禄5年（1562年）より長雄は甘南備峰山に移り、その後の毛利氏の尼子氏攻めに従い出雲国へ出陣する。
元亀元年（1570年）に三原丸山城を築き、同年に死去。享年51。